# Calappidae
I calappidi (Calappidae De Haan, 1833) sono una famiglia di crostacei decapodi appartenente alla superfamiglia Calappoidea.

## Descrizione
Il carapace è ampio, arcuato; le chele sono grandi e le antenne corte.

## Alimentazione
Sono carnivori e utilizzano le chele per estrarre i molluschi dalle conchiglie.

## Tassonomia
Inizialmente questa famiglia era divisa in 3 sottofamiglie, Calappinae, Matutinae e Orithyiinae, che comprendevano però specie con abitudini e aspetto differenti; per questo le due sottofamiglie Orithyiinae e Matutinae sono ora riconosciute come famiglie separate, Orithyiidae e Matutidae.

Comprende 17 generi, di cui 8 fossili:
- Acanthocarpus Stimpson, 1871
- Calappa Weber, 1795
- Calappula Galil, 1997
- Cryptosoma Brullé, 1837
- Cycloes De Haan, 1837
- Cyclozodion Williams & Child, 1989
- Mursia Desmarest, 1823
- Paracyclois Miers, 1886
- Platymera H. Milne Edwards, 1837

- †Calappella Rathbun, 1918
- †Calappilia Milne Edwards, 1873
- †Lambrus Stimpson, 1862
- †Mursilata Hu and Tao, 1996
- †Mursilia Rathbun, 1918
- †Mursiopsis Ristori, 1889
- †Stenodromia Milne Edwards, 1873
- †Tutus Collins et al. 2009

## Distribuzione e habitat
Sono diffusi in tutti gli oceani, in particolare nelle zone con fondali sabbiosi. Nel mar Mediterraneo è presente una sola specie, Calappa granulata.